# 75 років Львівській області (монета)
«75 ро́ків Льві́вській о́бласті» — ювілейна монета номіналом 5 гривень, випущена Національним банком України, присвячена одному з найбільших культурних, освітніх та промислово-аграрних регіонів на заході України. Львівщина — потужний європейський транспортний вузол. Це край, через який проходить головний Європейський вододіл між басейнами Балтійського і Чорного морів, а особливим багатством Галицької землі є її незліченні запаси лікувальних мінеральних вод. В області розташовані такі відомі курорти: Трускавець, Моршин, Шкло, Немирів, Східниця.
Монету введено в обіг 25 листопада 2014 року. Вона належить до серії «Області України».

## Опис монети та характеристики
| Номінал грн. | Метал                   | Маса, г | Діаметр, мм | Якість виготовлення       | Гурт                 | Тираж, штук |
| ------------ | ----------------------- | ------- | ----------- | ------------------------- | -------------------- | ----------- |
| 5            | нікелевий сплав, нордик | 9,4     | 28,0        | спеціальний анциркулейтед | секторальне рифлення | 20 000      |

### Аверс
На аверсі монети розміщено: угорі малий Державний Герб України, по колу написи: «НАЦІОНАЛЬНИЙ БАНК УКРАЇНИ» (угорі), «П'ЯТЬ ГРИВЕНЬ» (унизу), праворуч — логотип Монетного двору Національного банку України та стилізовану композицію: перша надрукована в Україні книга — львівський «Апостол» 1574 року, ліворуч рік карбування монети — «2014»; на тлі гір — бювет мінеральних вод і Олеський замок, нафтовидобувний верстат-качалка, унизу — турка та чашка.

### Реверс
На реверсі монети зображено герб області, по колу розміщено написи: «ЛЬВІВСЬКА ОБЛАСТЬ» (угорі), «ЗАСНОВАНА У 1939 РОЦІ» (унизу).

## Автори

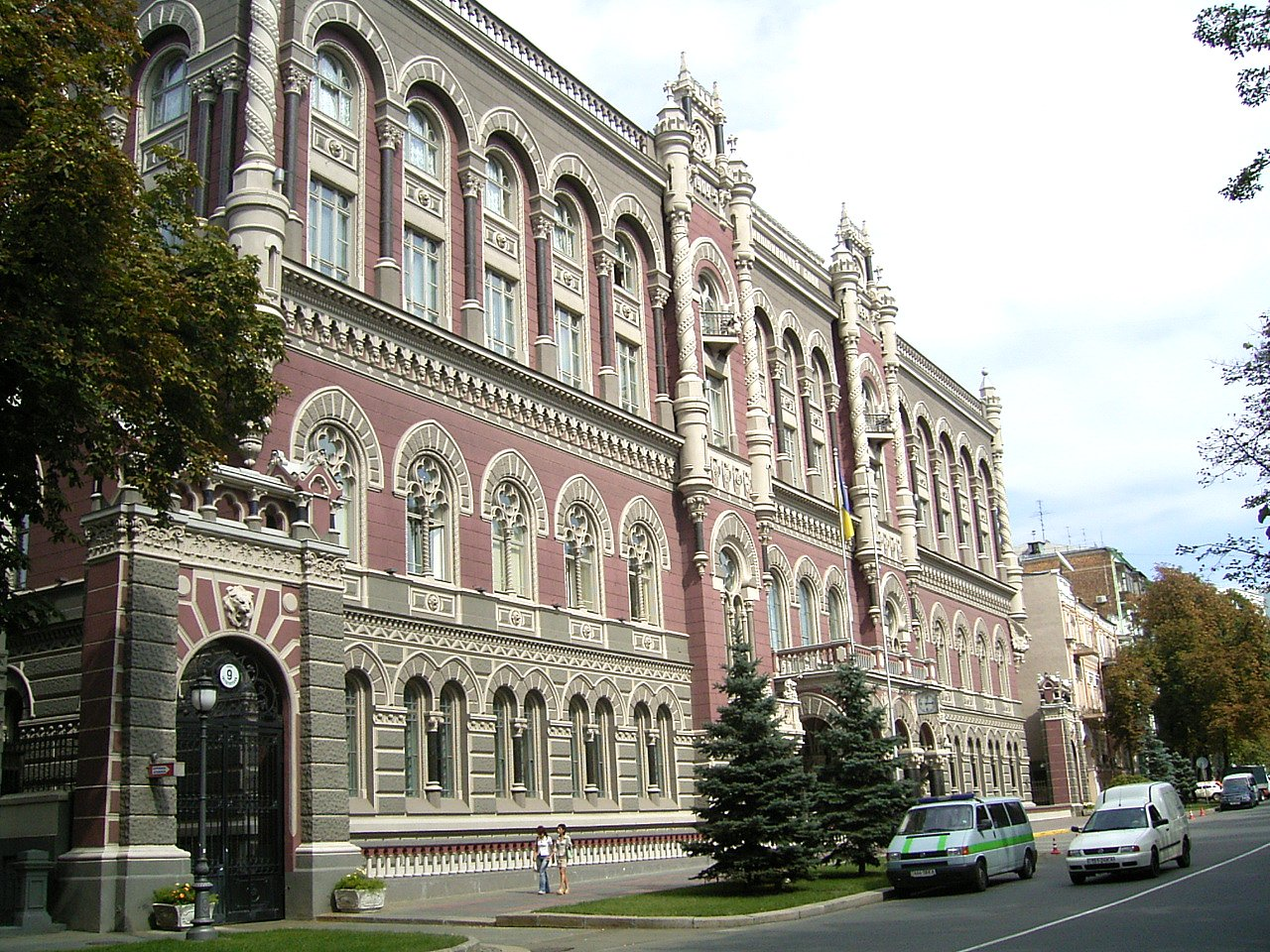
Будівля Національного банку України

- Художник — Іваненко Святослав.
- Скульптор — Іваненко Святослав.

## Вартість монети
Під час введення монети в обіг в 2014 році, Національний банк України реалізовував монету через свої філії за ціною 25 гривень.
Фактична приблизна вартість монети, з роками змінювалася так:
| Рік        | 2015 | 2016 | 2017 | 2018 | 2019 | 2020 | 2021 | 2022 | 2023 | 2024  | 2025  |
| ---------- | ---- | ---- | ---- | ---- | ---- | ---- | ---- | ---- | ---- | ----- | ----- |
| Ціна, грн. | 75   | 260  | 430  | 420  | 480  | 430  | 400  | 420  | 650  | 1 160 | 1 880 |